# Effetto tempo
Effetto Tempo (The Long Result) è un romanzo di fantascientifico del 1979 scritto da John Brunner.
È il numero 83 della serie Cosmo. Collana di Fantascienza.

## Trama
In futuro, la razza umana ha sviluppato il viaggio interstellare e ha incontrato altre razze senzienti, nessuna delle quali ha sviluppato il viaggio interstellare in modo proprio. La Terra ha colonizzato due pianeti nella speranza di creare società diverse: Viridis, una società pastorale ispirata a Rousseau: Starhome, una società costruita quasi esclusivamente con lo scopo di progredire. Nel tempo, Starhome è avanzata tecnologicamente oltre la Terra e si irrita sotto il dominio della madrepatria.
La storia segue Roald Vincent, un dipendente del Bureau for Cultural Relations sulla Terra. È descritto come molto intelligente ma poco produttivo, la sua più grande ambizione è quella di formare una famiglia con la sua fidanzata, Patricia Ryder. Il campo di lavoro di Roald si basa esclusivamente sulle relazioni con le colonie umane. Un giorno gli viene assegnato di incontrare la prima delegazione di Tau Ceti (prima delegazione a mettere piede sulla Terra). I Taucetiani vengono accompagnati da una razza di Starhome (che gli fa da guida). Il suo ufficio non ha quasi nessuna informazione sui Taucetiani, e gli Starhomers hanno informato la Terra solo all'ultimo momento per mettere in cattiva luce i funzionari della Terra.
Ci sono tentativi di sabotare questo incontro da parte della "Stars for Humans League", un'associazione estremista che crede che gli umani dovrebbero governare l'universo e che le altre razze aliene si stiano solo nutrendo del progresso dell'umanità. La Lega è stata anche responsabile del sabotaggio di un razzo contenente un abitante di Regulan (il mondo di una razza incredibilmente adattabile e resistente) di nome Anovel, in visita, nel tentativo di ucciderlo. In seguito la Lega cerca di assassinare la delegazione Taucetiana sabotando i condotti atmosferici verso il loro habitat. Roald riesce a convincere i Taucetiani che è stato un incidente, e Roald si ritrova coinvolto nelle indagini della polizia condotte dall'ispettore Klabund.
Il lavoro di Roald per accogliere i Taucetiani e scoprire la verità dietro la Lega influenza anche la sua vita personale, poiché la sua fidanzata è furiosa per il tempo che trascorre con gli alieni. Riceve anche una proposta da Kay Lee Wong, il corriere di Starhome, per diventare il capo di una replica del Bureau su Starhome che verrà presto avviata. Cercando di sfuggire a tutti questi problemi, fa visita al suo amico Micky Torres, un genio che studia alla Università di Cambridge mentre lavora anche per il Bureau. Torres dice a Roald che, secondo la sua valutazione, Starhome è diventata più avanzata della Terra. Quando tornano al quartier generale del bureau per portare la notizia, la Lega cerca di assassinare Torres, ma inavvertitamente prende di mira Roald.
Roald diventa sempre più coinvolto nello sradicamento della Lega. La sua ammirazione per gli alieni aumenta dopo un paio di discussioni con Anovel. Lavora con l'ispettore Klabund per risolvere i vari crimini istigati dalla Lega e alla fine si rende conto che la sua fidanzata sta lavorando con la Lega e sta trasmettendo le informazioni che apprende da lui.
Il capo dell'ufficio di Roald, Tinescu, gli propone di essere il suo successore, ma Roald accetta invece l'offerta di Starhomer, sottolineando che sono la via del futuro. Contatta anche Anovel e gli dice di aver capito che i Regulani sono in realtà coloni di un'altra specie che ha scoperto il volo spaziale molto prima degli umani, ma ha scelto di non rivelarsi. Anovel conferma tutto ciò che ha detto e ha anche detto che il contatto con gli umani avverrà tra cinquant'anni se tutto va bene; quindi cancella quell'informazione dalla mente di Roald poiché ritiene che sia troppo presto perché chiunque non sia Regolano lo sappia.
Nell'epilogo, un Roald più anziano celebra il suo cinquantesimo anno alla guida dell'ufficio delle relazioni culturali su Starhome, così come cinquant'anni di matrimonio e famiglia con Kay. La Terra ha ceduto con grazia la leadership dell'umanità a Starhome, e Micky Torres ha creato un consiglio di pianeti di tutte le razze, e ne diventerà il primo leader. Questi risultati sono sufficienti a convincere i Reguliani a rivelarsi finalmente. Un dipendente angosciato del Bureau riferisce che una nave Reguliana è stata avvistata e sta cercando di entrare in contatto con Starhome, a quel punto Roald ricorda la conversazione con Anovel di cinquant'anni prima e va incontro al vecchio amico.

## Personaggi
- Roald Vincent: dipendente del Bureau for Cultural Relations
- Tinescu: Capoufficio di Roald
- Patricia Ryder: Fidanzata di Roald
- Kay Lee Wong: Guida di Starhome
- Anovel: alieno proveniente da Regolus
- Ispettore Klabund: Ispettore di polizia terrestre
- Micky Torres: Amico e collega di Roald

## Edizioni
- John Brunner,, Effetto Tempo, a cura di Riccardo Valla, collana Cosmo. Collana di Fantascienza n° 83, traduzione di Gianpaolo Cosato e Sandro Sandrelli, Milano, 1979  [1965].